# 相原信行
相原 信行（あいはら のぶゆき、1934年12月16日 - 2013年7月16日）は、昭和時代の日本の体操選手。群馬県群馬郡滝川村（現：高崎市）出身。群馬県体操協会名誉副会長、相原体操クラブ代表。群馬県立高崎工業高等学校、日本体育大学体育学部体育学科を卒業。
世界タイトルは4個、オリンピックでは金メダル2個・銀メダル2個を獲得。日本体操界の黄金時代を支えた稀代の名選手である。その後は足利工業大学、上武大学教授を務めた。妻の相原俊子は東京オリンピックの女子体操団体の銅メダリストで、2人の息子である相原誠（長男）と相原豊（次男）も優れた体操競技選手として活躍した。

## 略歴
- 1952年、インターハイ個人総合3位[2]・綱登り5m優勝
- 1953年、インターハイ個人総合2位
- 1954年、インターカレッジ団体優勝
- 1956年、インターカレッジ個人総合優勝・1956年メルボルンオリンピック代表に選出
- 同年、メルボルンオリンピック出場。団体と徒手（ゆか）で銀メダル獲得[3]。個人総合5位・平行棒6位・吊り輪5位[3]
- 1957年、世界青年友好大会に出場。吊り輪で優勝
- 1960年、ローマオリンピック出場。団体と徒手で金メダルを獲得[3]。平行棒4位・吊り輪5位[3]。この大会から日本はオリンピック・世界選手権あわせて10連覇する[4]
- 1961年、日ソ対抗体操選手権に出場。徒手で優勝
- 1962年、世界選手権出場。団体と徒手で優勝
- 1963年、前年の世界選手権で徒手6位を獲得した白須俊子と結婚[5]
- 1964年、東京オリンピック代表を逃す[6]
- 引退後の1967年、ベネズエラ代表のコーチに就任[7]
- 1968年、帰国して足利工業大学助教授に就任[7]、後に教授へなる
- 1969年、死亡した父の跡を継ぎ、砂利採取販売業の経営者を兼務[8]
- 1973年、高崎市にスポーツ店を開く[8]
- 1979年、相原体操クラブを開講[3]。実子の相原誠・相原豊の他、山田辰也らを育てる
- 1986年、足利工業大学を退職し、上武大学教授に就任[9]
- 1990年、上武大学体操部設立、同監督に就任
- 1992年、創部3年目にして全日本学生体操連盟2部校昇格
- 1994年、脳梗塞で倒れるが克服して現場復帰[10]
- 1997年、紫綬褒章を受章[3]
- 2013年7月16日午後2時39分、肺炎のため高崎市内の病院で没した[11]。享年78。